# Simpsonovské biblické příběhy
Simpsonovské biblické příběhy (v anglickém originále Simpsons Bible Stories) jsou 18. díl 10. řady (celkem 221.) amerického animovaného seriálu Simpsonovi. Scénář napsali Tim Long, Larry Doyle a Matt Selman a díl režírovala Nancy Kruseová. V USA měl premiéru dne 4. dubna 1999 na stanici Fox Broadcasting Company a v Česku byl poprvé vysílán 27. února 2001 na stanici ČT1.

## Děj
Jsou nezvykle horké Velikonoce a kázání reverenda Lovejoye v kostele nikoho nezajímá. Když se předává sbírkový talíř, Homer do něj vloží čokoládového velikonočního zajíce, kterého našel v popelnici, čímž reverenda Lovejoye rozzuří, nazve ho zlou modlou a vyprovokuje ho, aby si přečetl Bibli od začátku. Všichni Simpsonovi usnou. 

### Margin sen
Marge se zdá, že ona a Homer jsou Adam a Eva. V poklidu si žijí v Rajské zahradě, dokud had (Haďák) nepokouší Adama, aby snědl desítky jablek ze zakázaného stromu. Přesvědčí Evu, aby jedno z nich ochutnala, když se Bůh (Ned Flanders) stane svědkem jeho hříchu. Přestože Adam snědl mnoho jablek, Bůh přistihl Evu, jak jí pouze jedno jablko, a proto je vykázána z Rajské zahrady. Adam se nechce očistit, ale Eva mu chybí, a tak vymyslí způsob, jak ji dostat zpět, a to tak, že s pomocí některých zvířat vyhloubí tunel. Boží jednorožec jménem Gary se při kopání vyčerpá a zemře těsně předtím, než Bůh Adama přistihne, jak se snaží Evu propašovat zpět do zahrady. Smrt jednorožce ho rozzuří ještě víc a oba ze zahrady Eden vyžene. 

### Lízin sen
Líza si představuje, že ona a ostatní žáci Springfieldské základní školy jsou Hebrejci ve starém Egyptě a faraon (ředitel Skinner) je nutí stavět pyramidu. Jedině Mojžíš (Milhouse) může Hebrejce osvobodit. Když Bart znehodnotí faraonův sarkofág, údajně podnícený hořícím keřem, nechá ostatní žáky potrestat. Líza pomáhá Mojžíšovi vyrobit pohromy, aby faraona zastrašil a přiměl ho osvobodit Izraelity; to se jim nepodaří a Lízu a Mojžíše to uvrhne do pyramidového vězení. Když se jim podaří utéct, Mojžíš shromáždí všechny studenty a pokusí se odejít. Poté, co se dostanou k moři, dostane Líza nápad, jak se dostat na druhý břeh: současně spláchnou záchody všech Egypťanů, aby moře vyschlo. Když přejdou, faraon a jeho stráže je následují, ale voda moře opět naplní a pohltí je. Užívají si vzájemného cákání a pak se vracejí na břeh. Mojžíš se ptá Lízy, co čeká Izraelity v budoucnosti, ale Líza Mojžíše zklame, když řekne, že budou musetl40 et putovat pouští. Mojžíš se pak ptá, jestli to pak bude pro Židy hladká plavba. Místo aby Mojžíše znovu zklamala zprávou o pokračujícím antisemitismu,j enž  ude Židy sužovat po mnoho staletí, rozptýlí dav tím, že je pošle hledat manu. 

### Homerův sen
Homer si představuje sám sebe jako krále Šalamouna. Lenny a Carl se hádají o vlastnictví koláče. Šalamoun ho rozřízne napůl, odsoudí Lennyho a Carla k smrti a pak koláč sní. 

### Bartův sen
Bart se vidí jako král David, který zabíjí Goliáše, ale válku ještě nevyhrál: Nelson je Goliášův syn, Goliáš II., který z pomsty zabil Metuzaléma (děda Simpson), Davidova nejstaršího přítele. David na oplátku vyzve Goliáše II., ale protože nemá kameny, kterými by ho mohl zasypat, David prohraje a je katapultován z města. David se pak setkává s pastýřem Ralphem, který tvrdí, že může Goliáše II. zabít. Poté, co je Ralf považován za mrtvého, David trénuje s Ralphovými ovcemi, aby se pokusil Goliáše II. zabít. Předtím musí vylézt na obrovskou Babylonskou věž a podaří se mu Goliáše II. pokořit tak, že mu hodí do krku zapálenou lucernu. Goliáš II. je překvapivě stále naživu, ale je rychle zabit Ralphovým náhrobním kamenem, který po něm hodil sám Ralph, jenž také přežil. Ke svému šoku je David poslán do vězení, protože obyvatelé města prohlašují, že Goliáš II. byl nejlepší král, jakého kdy měli, a stavěl silnice, knihovny a nemocnice. 

### Epilog
Když se rodina probudí, ocitne se sama v kostele. Při východu si uvědomí, že přišla apokalypsa; z rudé oblohy prší oheň a kolem projíždějí čtyři jezdci. Flandersovi vystoupí do nebe, ale Simpsonovi ne; Líza začne stoupat, ale Homer ji chytí za nohu a stáhne ji zpátky dolů. Místo toho Simpsonovi sestupují po schodišti do pekla, kam Homer následuje lahodnou vůni grilovaného masa, kde je nicméně zklamán nedostatkem nezdravého jídla, zatímco při titulcích hraje „Highway to Hell“ od AC/DC.

## Produkce
Simpsonovské biblické příběhy napsali Matt Selman, Larry Doyle a Tim Long a byla to první epizoda, kterou pro Simpsonovy režírovala Nancy Kruseová. Díl byl poprvé odvysílán na stanici Fox ve Spojených státech 4. dubna 1999, v den, kdy se toho roku konaly Velikonoce. Podle výkonného producenta a bývalého showrunnera Mika Scullyho se nápad na epizodu zrodil, když si společnost Fox vyžádala epizodu Simpsonových s velikonoční tematikou, která by se vysílala v den svátků. Za normálních okolností společnost Fox o Velikonocích nevysílal žádné nové epizody Simpsonových, protože je tento den považován za „noc s nízkou sledovaností“, ale Simpsonovské biblické příběhy byly výjimkou. Podle spoluautora Selmana však nápad na epizodu vznikl, když spolu s bývalými scenáristy Danem Greaneym a Donickem Carym nadhazovali nápady na díly pro desátou řadu. Cary a Greaney navrhli příběh „biblické trilogie“, ze kterého se pak staly Simpsonovské biblické příběhy. Simpsonovské biblické příběhy jsou první z trilogie epizod, které od Tuláckých báchorek z 12. řady autoři Simpsonových produkují jedenkrát za řadu.
První část napsal Long. Podle bývalého scenáristy Toma Martina chtěl Long, aby prase v Rajské zahradě mělo „Tonyho britský přízvuk“. Prase namluvil stálý člen dabérského obsazení Hank Azaria, který v seriálu ztvárňuje mimo jiné postavu Vočka Szyslaka. Jednorožce, který vyhrabává díru z Rajské zahrady, ztvárnila Tress MacNeilleová. Druhou pasáž napsal Doyle a třetí Selman. Při psaní segmentů pro trilogické epizody se scenáristé obvykle drží příběhů, na nichž jsou založeny, přičemž na místo původních postav dosazují postavy ze Simpsonových. Ke třetí části dílu Selman uvedl, že chtěl jít „novou, svěží cestou“ a místo toho napsal pokračování příběhu Davida a Goliáše. Podle Scullyho měl Selman velmi jasnou představu o tom, jak by měla pasáž vypadat, a Selman uvedl, že chtěl v té době udělat „psí kus žvance“ z filmových klišé.
Píseň, která hraje během Bartovy tréninkové montáže, je „Winner Takes It All“ od amerického rockového zpěváka Sammyho Hagara. Selman se rozhodl píseň zařadit poté, co ji slyšel v akčním dramatu Do útoku z roku 1987. Podle Doyla byla scéna původně mnohem delší, téměř sedmiminutová. Píseň, jež hraje během závěrečných titulků epizody, je „Highway to Hell“ od australské hardrockové skupiny AC/DC. Podle Scullyho štáb zpočátku nemohl píseň v Simpsonových použít, protože nahrávací společnost AC/DC ji odmítla prodat. Když však Scully zavolal přímo manažerovi kapely, ukázalo se, že mu o žádosti nikdo neřekl. Scully uvedl, že když se zeptali, zda mohou použít „Highway to Hell“, manažer skupiny „to hned podepsal“ a dal štábu Simpsonových „obrovskou slevu“.
Protože se většina dílu odehrává v dávné historii, museli animátoři pro ni vytvořit zcela nové kulisy a návrhy. V komentáři na DVD k epizodě Kruseová uvedla, že se při animaci epizody obávala, že animační oddělení bude pohoršeno obsahem dílu, protože mnoho členů štábu bylo „velmi nábožensky založeno“, nicméně v průběhu animace zjistila, že většině animátorů díl není nepříjemný, protože většinou paroduje Starý zákon. Jedinou stížnost obdržela od animátora, který odmítl animovat Ježíše ve scéně v soudní síni v Homerově snu.
V komentáři na DVD k epizodě Scully uvedl, že lituje, že v roce 1999 nepředložil Simpsonovské biblické příběhy k udělení ceny Primetime Emmy v kategorii animovaných pořadů kratších než jedna hodina. Scully to tehdy zdůvodnil tím, že vzhledem k tomu, že původní příběhy nebyly koncipovány scenáristy, by díl neobstál. Poznamenal však, že animace epizody byla „vynikající“ a že později zjistil, že ceny Emmy „kladou velký důraz“ na animaci v přihlášených dílech. Místo přihlášení Simpsonovských biblických příběhů na ceny Emmy v roce 1999 Scully přihlásil epizodu Ať žije Flanders, která nakonec prohrála s epizodou Tatíka Hilla a spol. And They Call It Bobby Love.

## Kulturní odkazy
Simpsonovské biblické příběhy obsahují několik odkazů na hebrejské proroky, svatou knihu a náboženství jako celek, stejně jako filmy založené na Bibli. Každá část je založena na biblickém příběhu, většinou ze Starého zákona. První pasáž je založena na příběhu Adama a Evy, kteří byli podle knihy Genesis prvním mužem a ženou stvořenými Bohem. Ned Flanders má roli Boha, zatímco had, který láká Marge, aby snědla jablko ze zakázaného stromu, se podobá Haďákovi. Rajská zahrada byla podle knihy Genesis místem, kde žili Adam a Eva poté, co byli stvořeni Bohem.
Druhá část paroduje Mojžíše, který podle Exodu osvobodil Izraelity od egyptského faraona. Milhouse má roli Mojžíše a Skinner má roli faraona. Když se faraon zeptá, kdo zdemoloval jeho sarkofág, hořící keř mu řekne, že to udělal Bart. Když Barta zadrží faraonova stráž, vykřikne: „Ne, to na mě ušil ten keř!“. Bartova hláška odkazuje na zatčení Marion Barryové v roce 1990, která při zatýkání FBI za kouření cracku vykřikla: „Ne, ta mrcha to na mě ušila!“. V jedné ze scén je vidět, jak Milhouse a Líza sypou žáby do Skinnerova stanu. Scéna odkazuje na druhou z deseti biblických ran, které Bůh uvalil na Egypt v kapitolách 7–12 knihy Exodus. Když jsou uvnitř mučírny, Milhouse a Líza procházejí kolem koule, jež se jmenuje „Orb of Isis“ a jež hrála velkou roli v epizodě 9. řady Ztracená Líza. V další scéně Milhouse rozdělí Rudé moře, aby jeho spoluotroci mohli utéct. Provedení scény vychází z té, která je k vidění v americkém výpravném filmu Desatero přikázání z roku 1956, v němž Mojžíš rozdělí Rudé moře. Záběr, v němž se faraon a jeho stráže topí, je rovněž převzat z tohoto filmu.
V Homerově snu má Homer roli krále Šalamouna, který byl podle Knihy králů a Knih kronik izraelským králem a také jedním ze 48 proroků podle Talmudu, a spíše než příběh Davida a Goliáše je Bartův sen „pokračováním“ tohoto příběhu. Pasáž je inspirována a obsahuje odkazy na několik filmů Jerryho Bruckheimera, včetně Smrtonosné pasti a Smrtonosné zbraně, a vypůjčuje si prvky z jiných akčních filmů. V jednom okamžiku části na Barta začne mluvit jeho pes Spasitel. Hlas psa je podobný hlasu Goliáše z animovaného televizního seriálu Davey and Goliath. Uvnitř velrybí kostry najde Bart ostatky Jonáše. Nelson žije v Babylonské věži, což byla podle knihy Genesis obrovská věž, kterou lidé postavili, aby se dostali do nebe. Poté, co ho Bart porazí, se Nelson znovu objeví, zatímco v pozadí hraje variace na skladbu Modesta Musorgského Noc na Lysé hoře. Na konci pasáže je Bart zatčen a náčelník Wiggum říká: „Kde je teď váš mesiáš?“. Wiggumova hláška byla rovněž převzata z filmu Desatero přikázání, a to od postavy, kterou hrál Edward G. Robinson, na němž je Wiggumův hlas založen. Král David (Bart) zápasící s ovcemi rukama je odkazem na film Do útoku, pasáž je doplněna o píseň Sammyho Hagara „Winner Takes It All“ z téhož filmu.

## Vydání a přijetí
V původním americkém vysílání 4. dubna 1999 získaly Simpsonovské biblické příběhy dle agentury Nielsen rating 7,4, což v přepočtu znamená přibližně 7,4 milionu diváků. Rating je založen na počtu televizorů v domácnostech, které si pořad naladily, ale společnost Nielsen Media Research odhaduje, že epizodu sledovalo 12,2 milionu diváků, což je značný pokles oproti předchozí epizodě, kterou vidělo odhadem 15,5 milionu diváků. David Bianculli z New York Daily News přičítá pokles sledovanosti skutečnosti, že epizoda byla vysílána v den náboženského svátku. Přesto se jednalo o druhý nejsledovanější pořad týdne na stanici.
Později téhož roku epizoda získala cenu Annie v kategorii nejlepší animovaná televizní produkce, což byl druhý rok po sobě, kdy Simpsonovi tuto cenu získali.
Dne 7. srpna 2007 byly Simpsonovské biblické příběhy vydány jako součást DVD boxu The Simpsons – The Complete Tenth Season. Matt Groening, Mike Scully, George Meyer, Tom Martin, Larry Doyle, Matt Selman a Nancy Kruseová se podíleli na audiokomentáři epizody na DVD.
Po svém odvysílání získaly Simpsonovské biblické příběhy od kritiků smíšené hodnocení. Warren Martyn a Adrian Wood, autoři knihy I Can't Believe It's a Bigger and Better Updated Unofficial Simpsons Guide, napsali, že epizoda je „fantastickým zvratem ve stylu vyprávění příběhů ze Speciálních čarodějnických dílů“, a dodali, že každá část je „klasikou sama o sobě“. Napsali, že Wiggum, který říká Mojžíšovi a Líze, aby pozdravovali Britské muzeum, když je zavírá do hrobky, a Marge, která se ptá Barta, jestli má čisté spodní prádlo, když čelí apokalypse, patří k „nejlepším momentům dílu“ a na závěr uvedli: „Simpsonovi jsou v nejlepší formě: vynalézaví, neuctiví a velmi, velmi zábavní.“.
James Plath z DVD Town napsal, že premisa epizody byla „riskantní“, přesto se mu díl líbil.
Alan Sepinwall a Matt Zoller Seitz z deníku The Star-Ledger označili díl za „vtipný“, nicméně poznamenali, že „jeho návrh, že Mojžíš rozdělil Rudé moře tím, že všichni Izraelité spláchli své záchody najednou“, by mohl mít za následek odpor „náboženské pravice“.
Na druhou stranu Colin Jacobson z DVD Movie Guide, který epizodu hodnotil negativně, napsal, že Simpsonovské biblické příběhy „se ukázaly jako méně zdařilé (než většina Speciálních čarodějnických dílů)“. Dodal, že „si prostě myslí, že stručnost, kterou vyžaduje zařazení tří samostatných příběhů, se lépe hodí do světa hororových parodií než do těchto biblických kousků“, protože se „snaží nacpat strašně moc do velmi krátkého času“. Na závěr uvedl, že díl má sice „několik dobrých momentů“, ale že v něm nenašel mnoho zábavy.
Aaron Roxby z Collideru označil Simpsonovské biblické příběhy za svou neoblíbenou epizodu a napsal: „Vzhledem k tomu, že v dřívějších sezónách měl seriál jeden z nejpromyšlenějších náboženských humorů v televizi, působí tato epizoda překvapivě bezzubě.“. Pochválil však mluvící prase v Rajské zahradě.
Na konci epizody Simpsonovi vyjdou z kostela a všimnou si, že začala apokalypsa. Zatímco ostatní členové rodiny zůstali na zemi, Líza nejprve začne stoupat do nebe, ale Homer ji zastaví tím, že ji chytí za nohu a řekne: „Kam si myslíš, že jdeš, slečinko?“. Autorem gagu je scenárista George Meyer a jde o nejoblíbenější vtip tvůrce seriálu Matta Groeninga. Přestože závěr epizody patří mezi Groeningovy oblíbené, fanoušci s ním nebyli spokojeni. Selman prohlásil, že fanoušky závěr „přivádí k šílenství“, protože nevědí, zda je epizoda kanonická, či nikoliv.
V roce 2007 byla Homerova hláška „Jú, cítím masíčko!“ zařazena do seznamu Bobbyho Bryanta z The State „20 zásadních věcí, které jsem se naučil od Homera Simpsona“. 
Ve stejném roce představilo Muzeum židovského umění Sherwina Millera v Tulse v Oklahomě novou výstavu, která galerijně prezentovala biblické obrazy v umění a popkultuře, včetně propagačního plakátu k Simpsonovským biblickým příběhům.